# 烏爾基奧拉山脈
43°7′N 2°40′W / 43.117°N 2.667°W

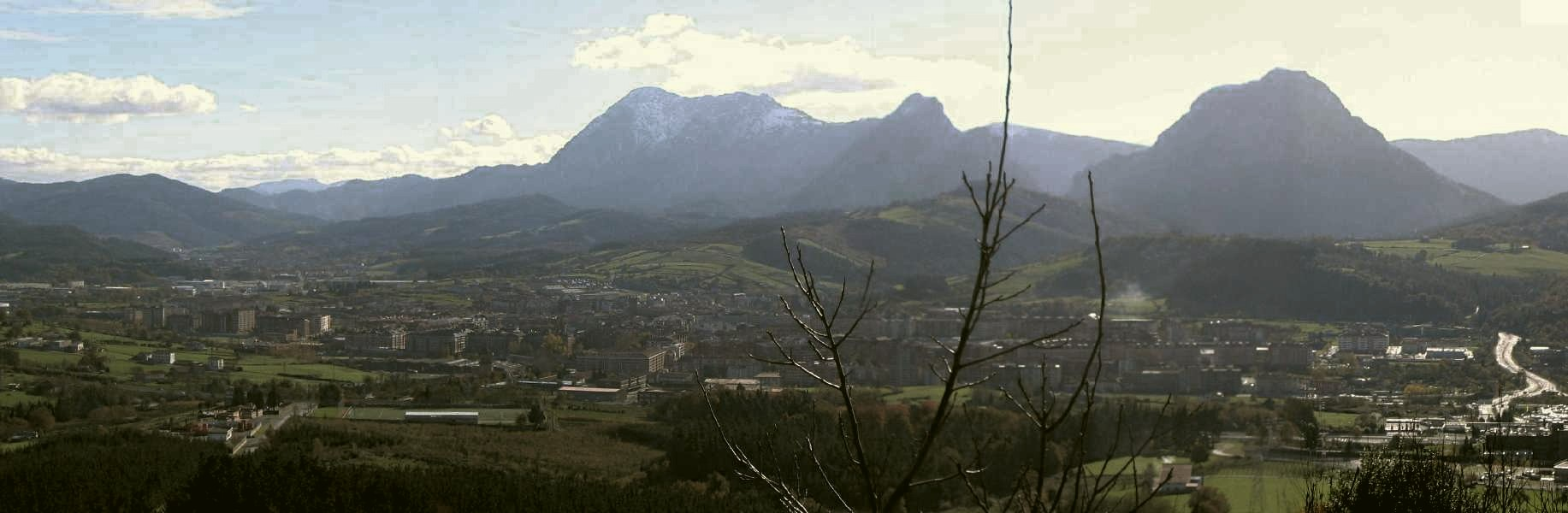

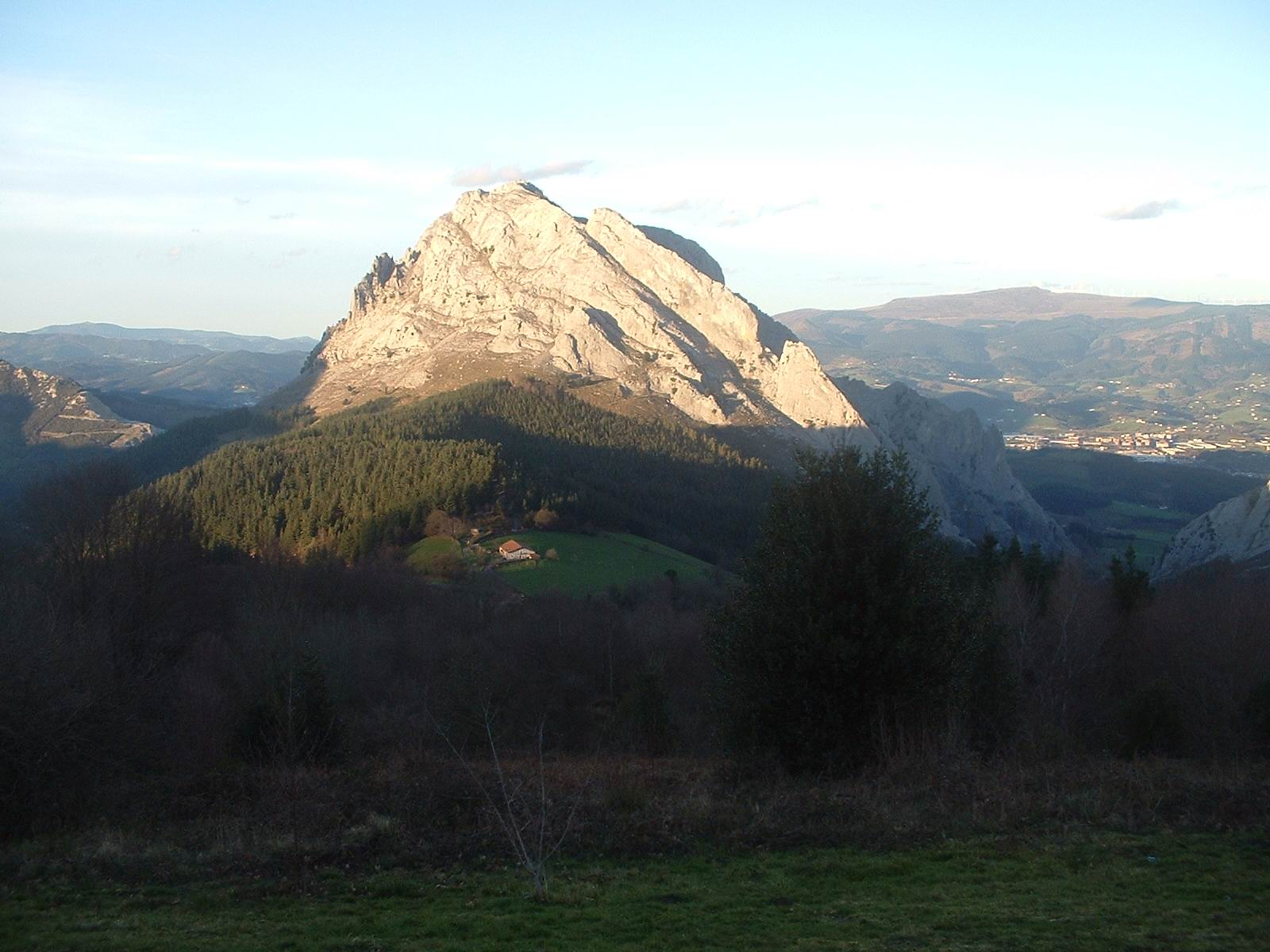

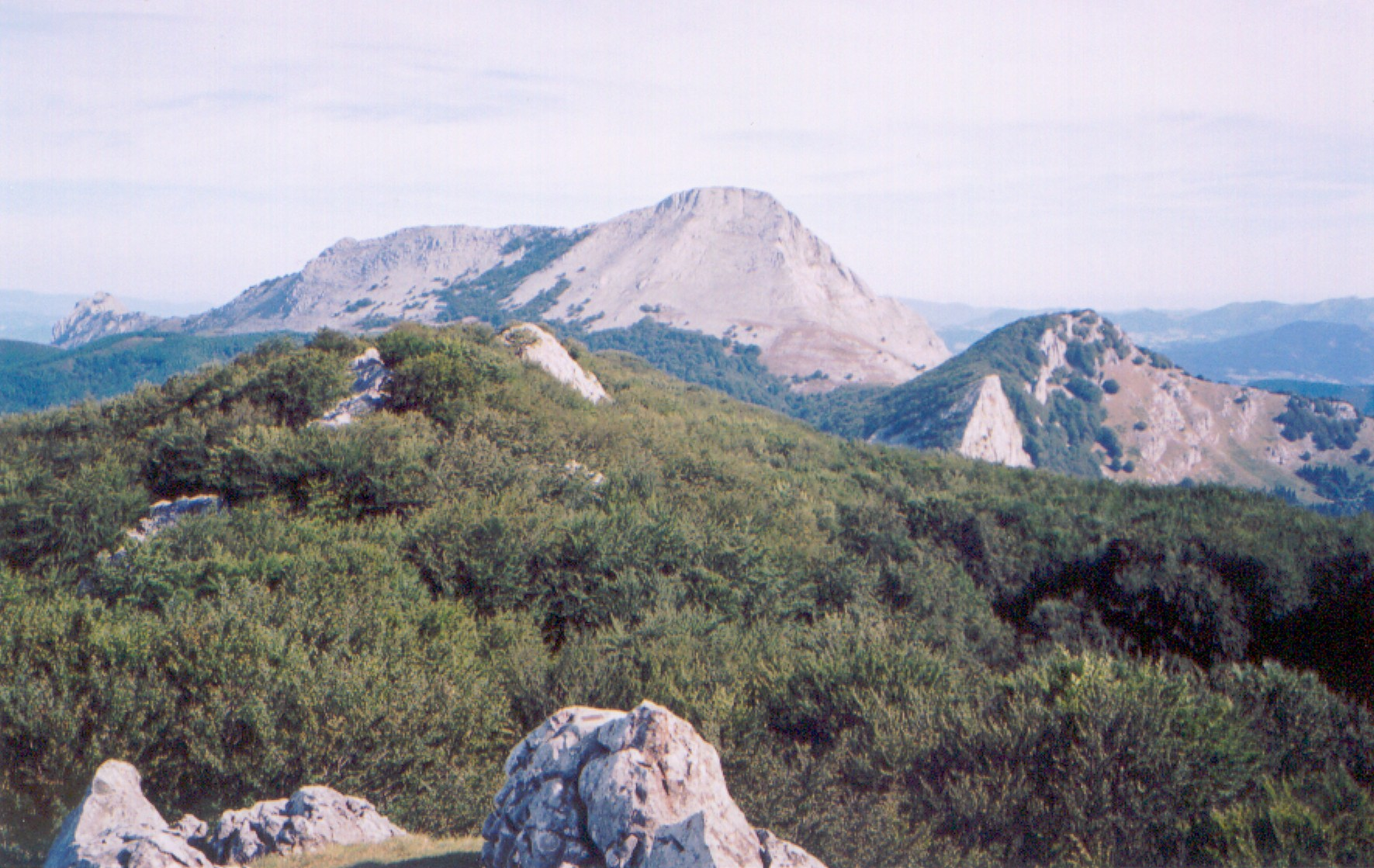

烏爾基奧拉山脈（Urkiola），是西班牙的山脈，位於該國北部巴斯克自治區，屬於巴斯克山脈的一部分，最高點是海拔高度1,331米的安博托山。